# Opturatorna kila
Opturatorna kila (лат. hernia obturatoria) prolazi kroz opturatorni kanal prateći opturatorni živac i krvne sudove iz unutrašnjosti male karlice, ispod horizontalne grane stidne kosti u njeno spoljašnje područje ipod mišića ileopsoasa (лат. m. ileopsoas).

## Etiopatogeneza
Kila se pretežno javlja kod starijih žena sa splanhnoptozom i najćešće je obostrana. S obirom na uski kilni otvor inkarceracija opturatorne kile nije retkost.

## Klinička slika
Na kilu najčešće upućuje:
- subingvinalna bol, najjače izražena ispod gornje grane stidne kosti,
- pogoršanje simptoma pri pokretima u kuku.
- parestezije i/ili u inervacijskom području opturacijskog živca.  .

## Dijagnoza
S obzirom da je kila mala i anatomski sakrivena pod mišićem, vrlo je teško uočljiva i opipljiva. Palpira se digitorektalno ili kod žena vaginalnim pregledom, pri čemu se u području opturacijskog otvora opipava napeta tkivna formacija, vrlo bolna na dodir.

## Terapija
Lečenje opturatorne kile je isključivo hirurško. Kili se pristupa kroz trbušnu šupljinu ili ređe ispod ingvinalnog ligamenta.

## Literatura
- Doherty GM, Way LW, editors. Current Surgical Diagnosis & Treatment. 12th Edition. New York: Mcgraw-Hill; 2006.
- Lo C.Y.; Lorentz T.G.; Lau P.W (1994). „Obturator hernia presenting as small bowel obstruction”. American Journal of Surgery. 167 (4): 396—398. PMID 8179083. doi:10.1016/0002-9610(94)90123-6..
- Bryant T.L., Umstot R.K., Jr (1996). „Laparoscopic repair of an incarcerated obturator hernia”. Surgical Endoscopy. 10 (4): 437—438. PMID 8661798. doi:10.1007/BF00191635..
- Hernia A.J. In: Maingot's abdominal operations. 10th ed. Zinner M.J., Schwartz S.I., Ellis H., editors. Appleton & Lange; London, GB: 1997. pp. 540–541.
- Shipkov, C. D.; Uchikov, A. P.; Grigoriadis, E. (2004). „The obturator hernia: Difficult to diagnose, easy to repair”. Hernia. 8 (2): 155—157. PMID 15015037. doi:10.1007/s10029-003-0177-2..
- Shapiro K., Patel S., Choy C., Chaudry G., Khalil S., Ferzli G (2004). „Totally extraperitoneal repair of obturator hernia”. Surgical Endoscopy. 18 (6): 954—956. PMID 15095078. doi:10.1007/s00464-003-8212-z..
- Yau K.K., Siu W.T., Fung K.H., Li M.K (2006). „Small-bowel obstruction secondary to incarcerated obturator hernia”. American Journal of Surgery. 192 (2): 207—208. PMID 16860632. doi:10.1016/j.amjsurg.2006.01.014..
- Pandey R.; Maqbool A.; Jayachandran, N. (2009). „Obturator hernia: a diagnostic challenge”. Hernia. 13 (1): 97—99. PMID 18636223. doi:10.1007/s10029-008-0406-9..

|  | Molimo Vas, obratite pažnju na važno upozorenje u vezi sa temama iz oblasti medicine (zdravlja). |